# Bassin houiller de la vallée de Wardha
Le Bassin houiller de la vallée de Wardha est un bassin houiller situé dans l'état du Maharashtra en Inde.